# Географія Куби
Куба — північноамериканська країна, що знаходиться в групі Великих Антильських островів (найбільший острів архіпелагу) Карибського регіону . Загальна площа країни 110 860 км² (106-те місце у світі), з яких на суходіл припадає 109 820 км², а на поверхню внутрішніх вод — 1 040 км². Площа країни втричі більша за площу Одеської області України. 

## Назва
Офіційна назва — Республіка Куба, Куба (ісп. Republica de Cuba, Cuba). Назва країни походить від назви однойменного острова. Острів Куба був відкритий 1492 року Христофором Колумбом. Він був впевнений, що відкрита ним земля є частиною азійського материка, тому назвав її Хуана на ім'я спадкоємця іспанського королівського престолу. Пізніше деякий час у вжитку була назви Фернандіна, на честь короля, і Сантьяго, на честь Святого Якова, покровителя Іспанії. Проте найбільш вживаною залишився топонім індіанців-араваків таїно на позначення свого центральної землі — «кубана», яке незабаром було поширене на весь острів. Подібну етимологію має китайське Чжун-го (Серединна держава).

## Географічне положення
Куба — північноамериканська острівна країна, що не має сухопутного державного кордону. Проте на південному сході острова в затоці Гаунтанамо США на постійній основі орендують територію суходолу й акваторію прилеглих вод під військово-морську базу. Загальна довжина цього державного кордону — 28,5 км. Острів Куба простягається майже в широтному напрямі на 1200 км при ширині від 32 до 145 км. Куба омивається водами Атлантичного океану; на півдні водами Карибського моря; на півночі 150 км водами Флоридської протоки від півострова Флорида (США), Старої Багамської — від Багамських Островів; на сході 77 км водами Навітряної протоки від Гаїті; на півдні Ямайка (140 км) і Кайманові Острови (Велика Британія); на заході 200 км водами Юкатанської протоки від півострова Юкатан (Мексика); на північному заході омивається водами Мексиканської затоки. Загальна довжина морського узбережжя 3735 км.

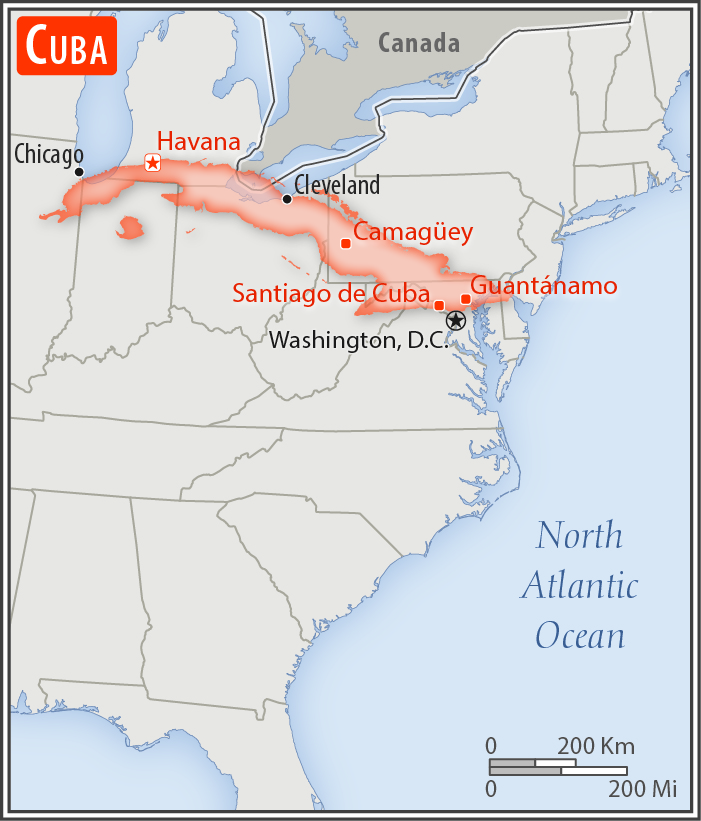
Порівняння розмірів території Куби та США
Морські кордони країн Карибського регіону
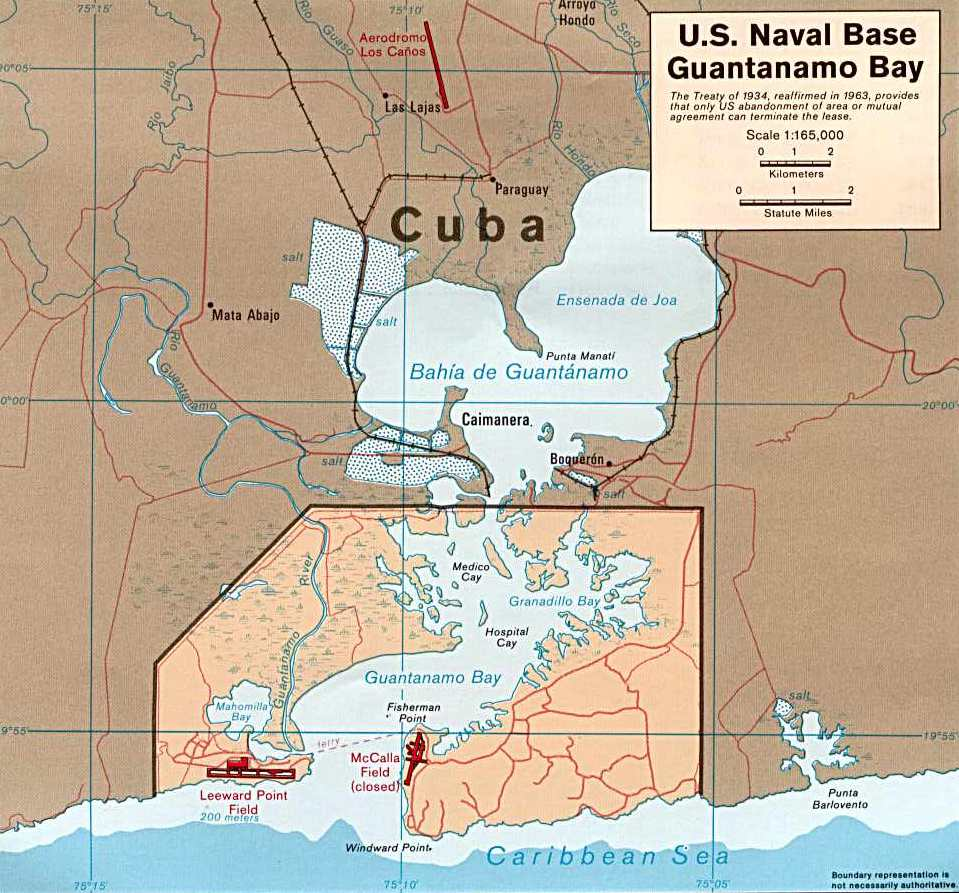
Гуантанамо (США)

Згідно з Конвенцією Організації Об'єднаних Націй з морського права (UNCLOS) 1982 року, протяжність територіальних вод країни встановлено в 12 морських миль (22,2 км). Прилегла зона, що примикає до територіальних вод, в якій держава може здійснювати контроль необхідний для запобігання порушень митних, фіскальних, імміграційних або санітарних законів простягається на 24 морські милі (44,4 км) від узбережжя (стаття 33). Виключна економічна зона встановлена на відстань 200 морських миль (370,4 км) від узбережжя.

### Час
Час на Кубі: UTC-5 (-7 годин різниці часу з Києвом). Літній час вводиться другої неділі березня переводом годинникової стрілки на 1 годину вперед, скасовується в першу неділю листопада переводом годинникової стрілки на 1 годину назад.

## Геологія
Частину території Куби займають субплатформні ділянки, складені вапняками і структурно пов'язані з вапняковим плато Юкатану, Флориди і Багамських островів. На південному сході острів перетинає основна складчаста система Антильської острівної дуги, яка творить гірський хребет Сьєрра-Маестра.

## Рельєф
Середні висоти — 108 м; найнижча точка — рівень вод Карибського моря (0 м); найвища точка — пік Туркіно (1974 м). Рельєф Куби визначається рядом субширотних кулісоподібно розташованих гірських гряд і хребтів, розділених слабкогорбистими та рівнинними площами.
- У західній частині острова виділяється хребет Гуанігуаніко, який складається з хребтів Сьєрра-де-лос-Органос і Сьєрра-дель-Росаріо (макимальна висота — гора Пан-де-Гуайбон, 699 м), де розвинений характерний рельєф «моготів» — ізольованих, складених вапняками гряд або горбів з майже вертикальними стінками, а східніше — гряди Бехукаль-Мадруга і пагорби Гавана-Матансас.
- У центральній частині підіймається гірський масив Ескамбрай (Гуамуая) з піком Сан-Жуан (1140 м).
- Найбільш розчленований рельєф характерний для сходу країни (хребет Сьєрра-Маестра з піком Туркіно, 1974 м).
- На півночі лежить гірський масив Маярі-Баракоа.

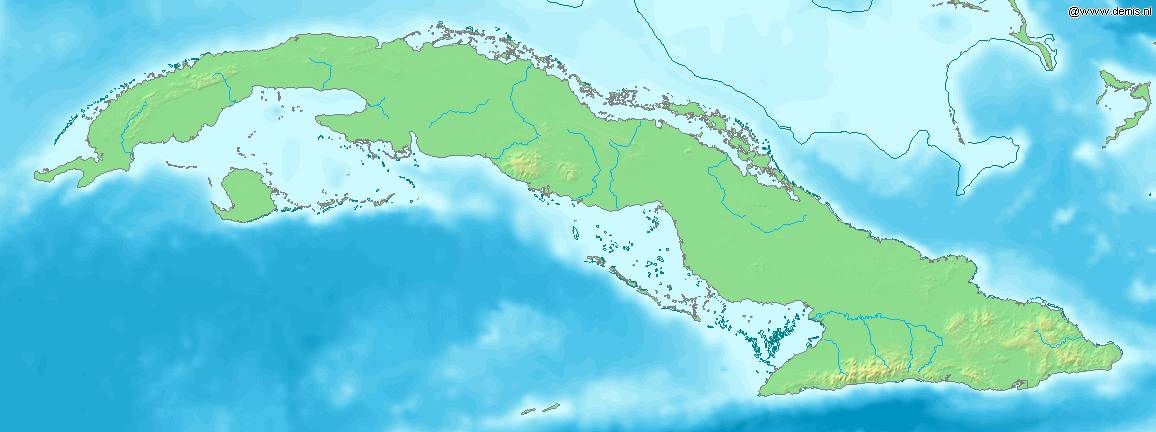
Рельєф Куби
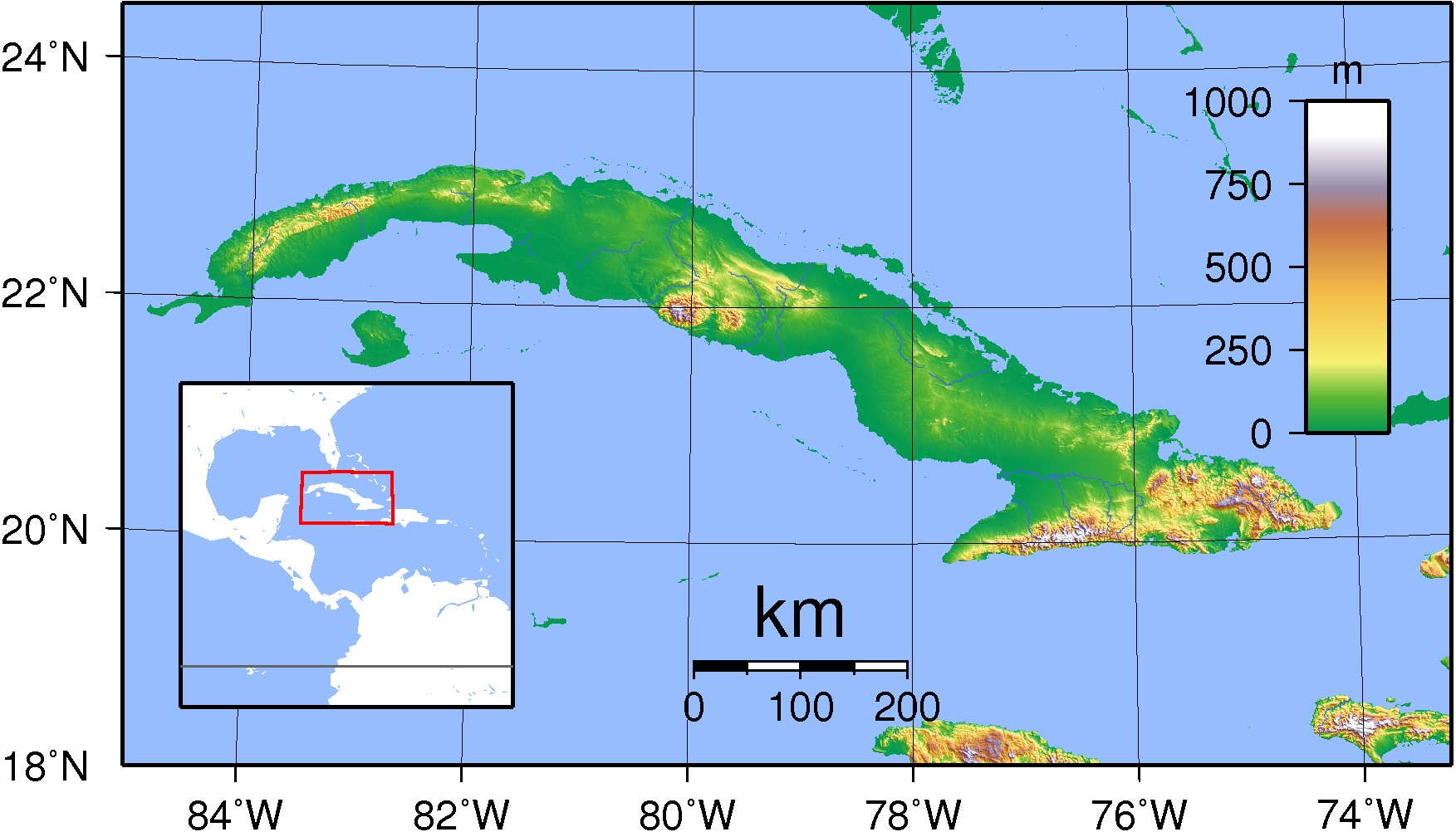
Рельєф Куби
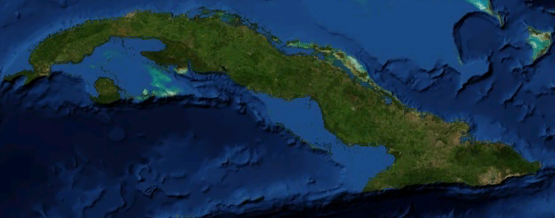
Супутниковий знімок поверхні країни
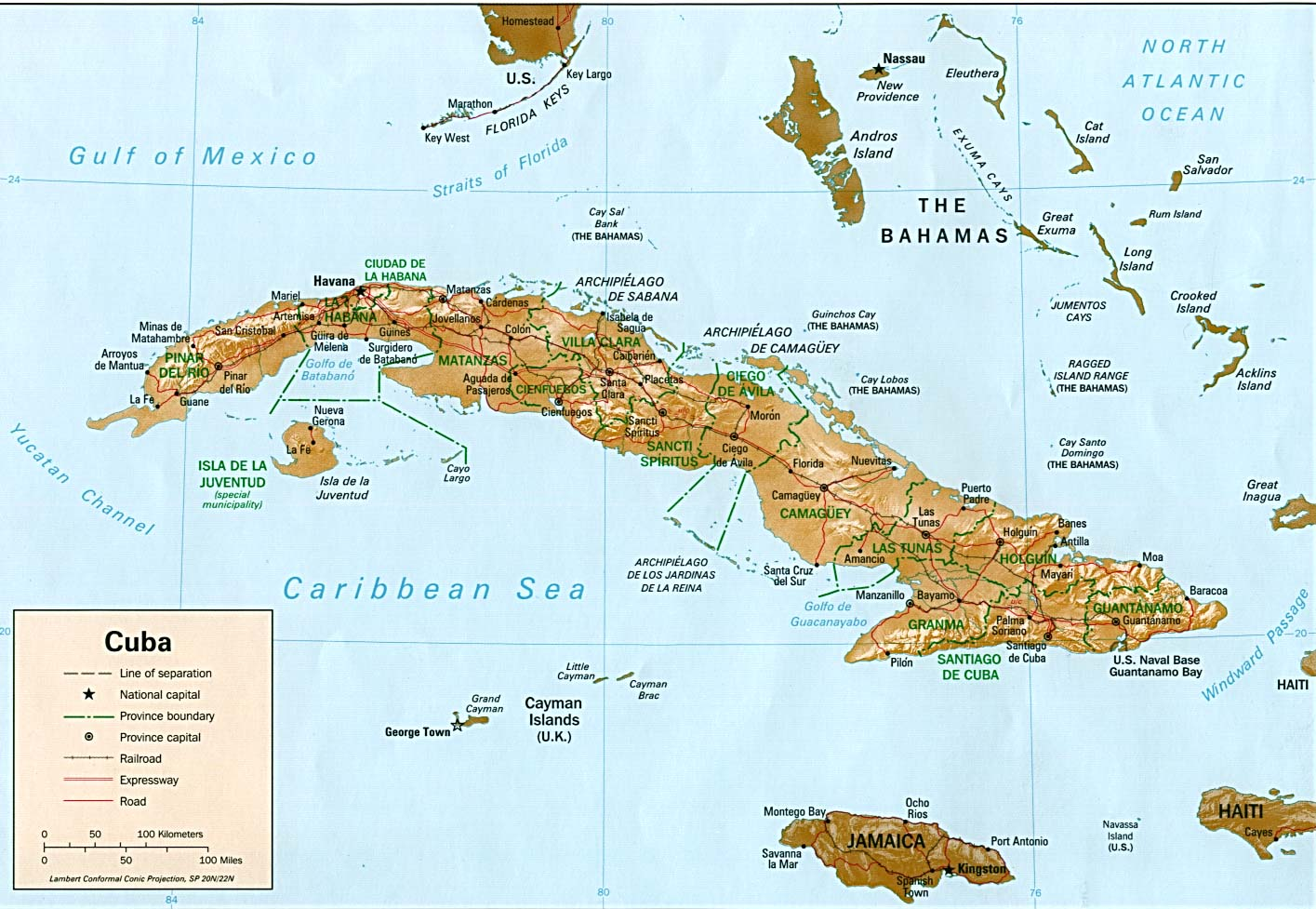
Карта країни (англ.)

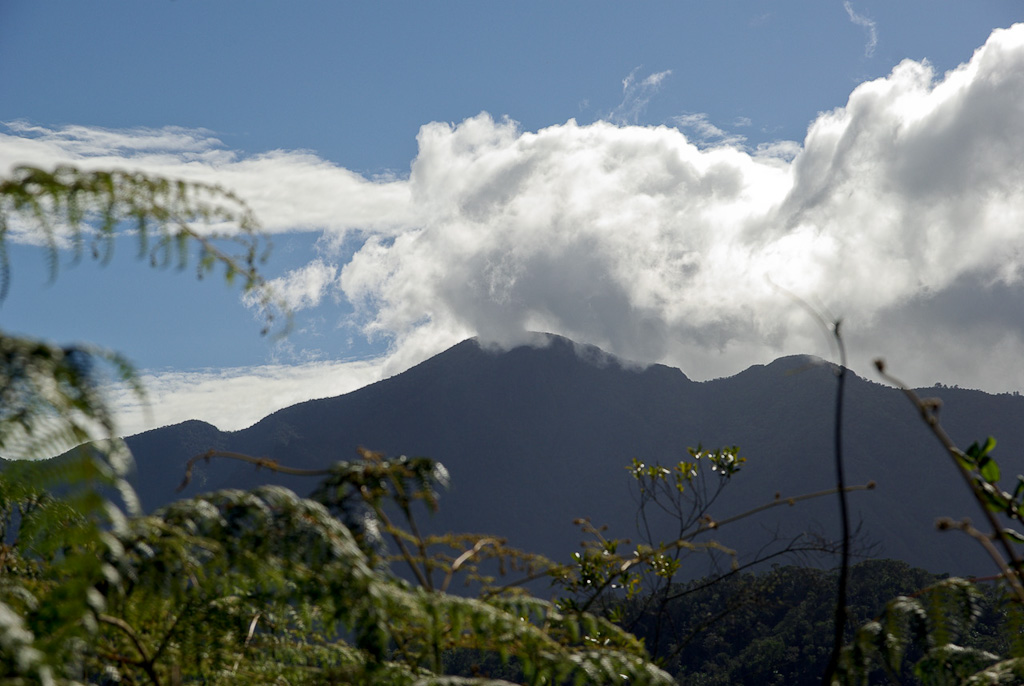
Гора Піко-Туркіно
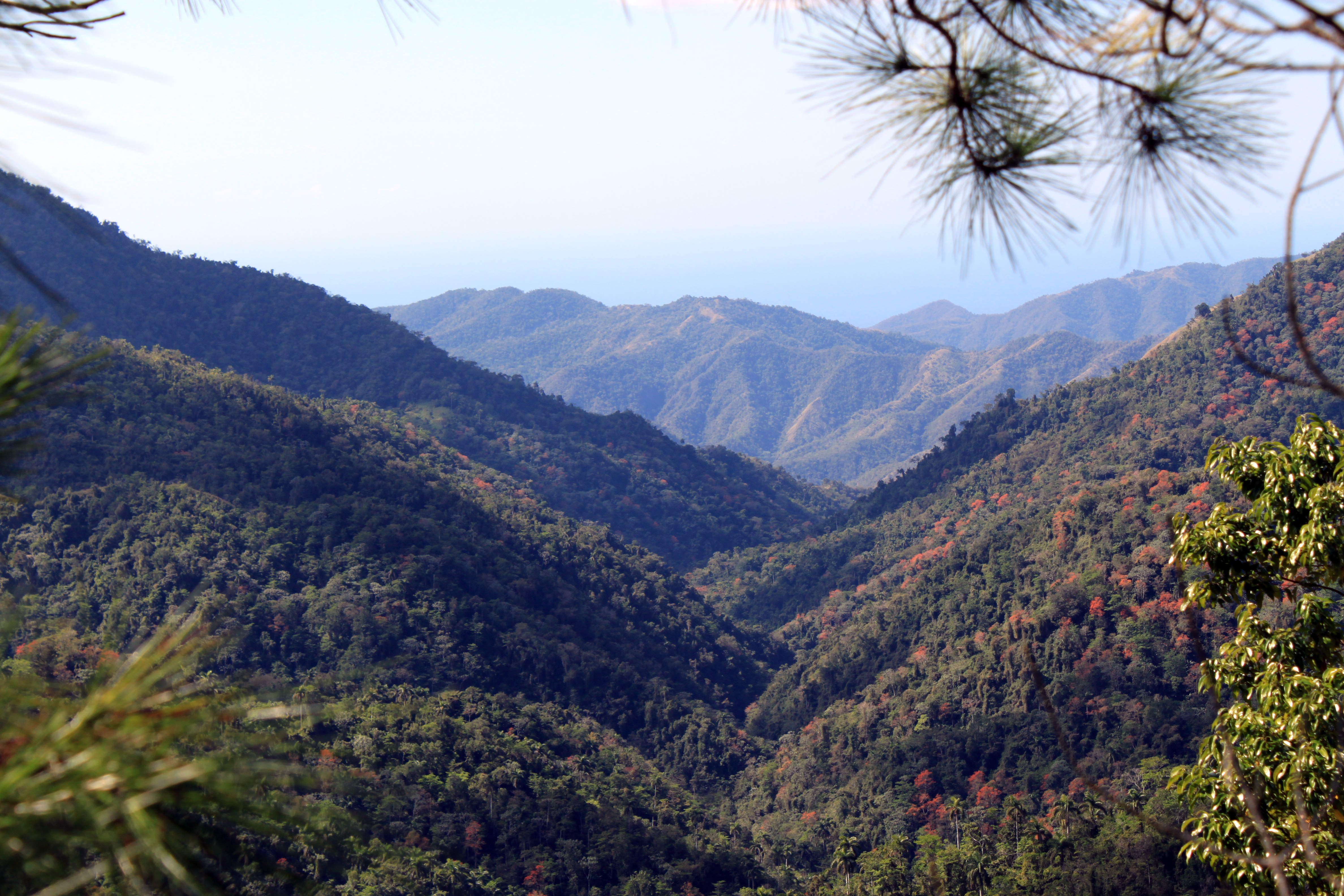
Сьєрра-Маестра
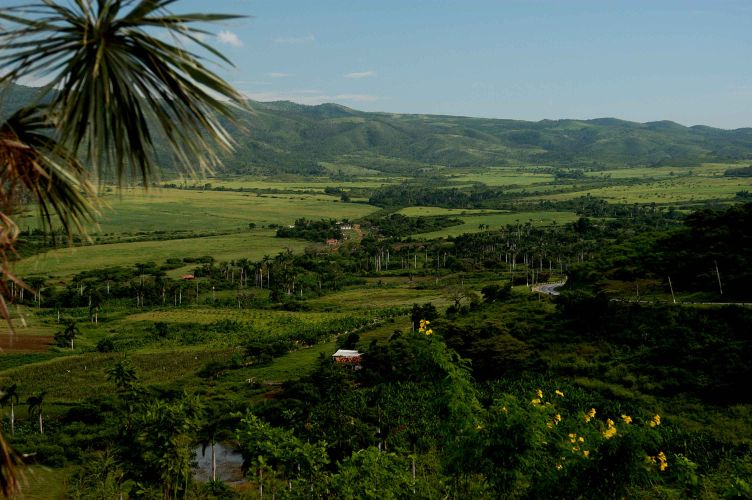
Долина Лос-Інхеньос
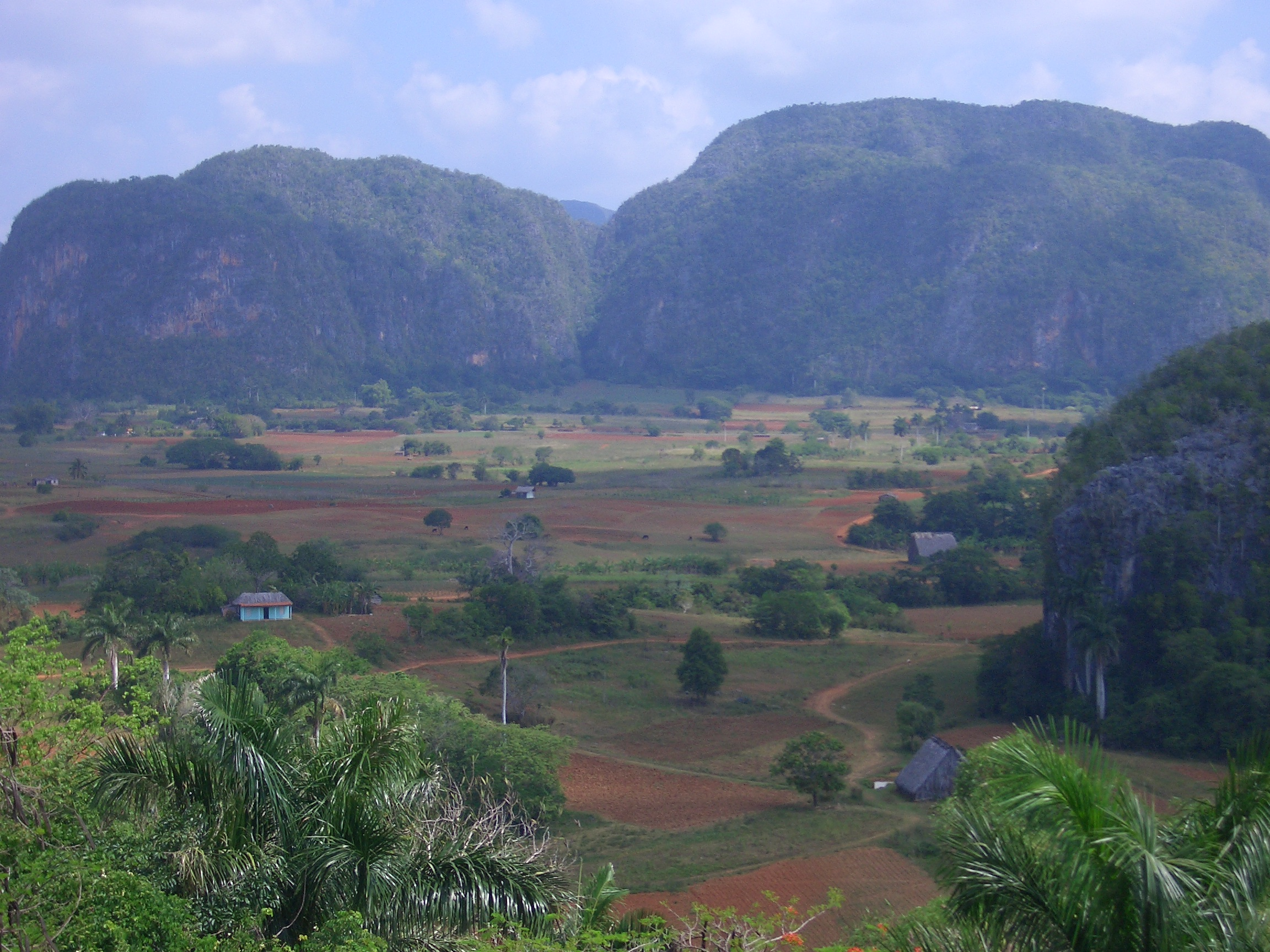
Долина Віньялес
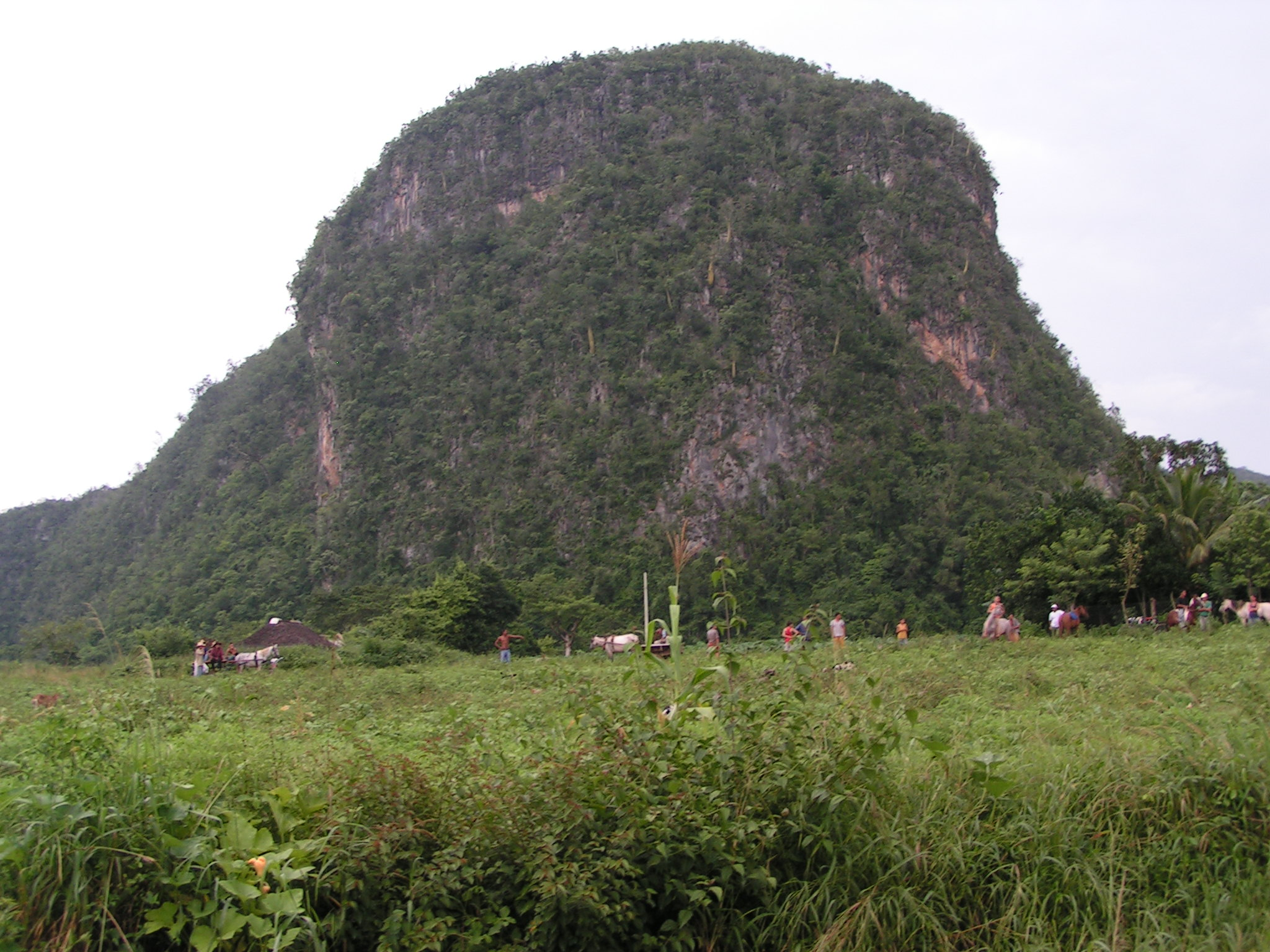
Могот — тропічний вапняковий останець
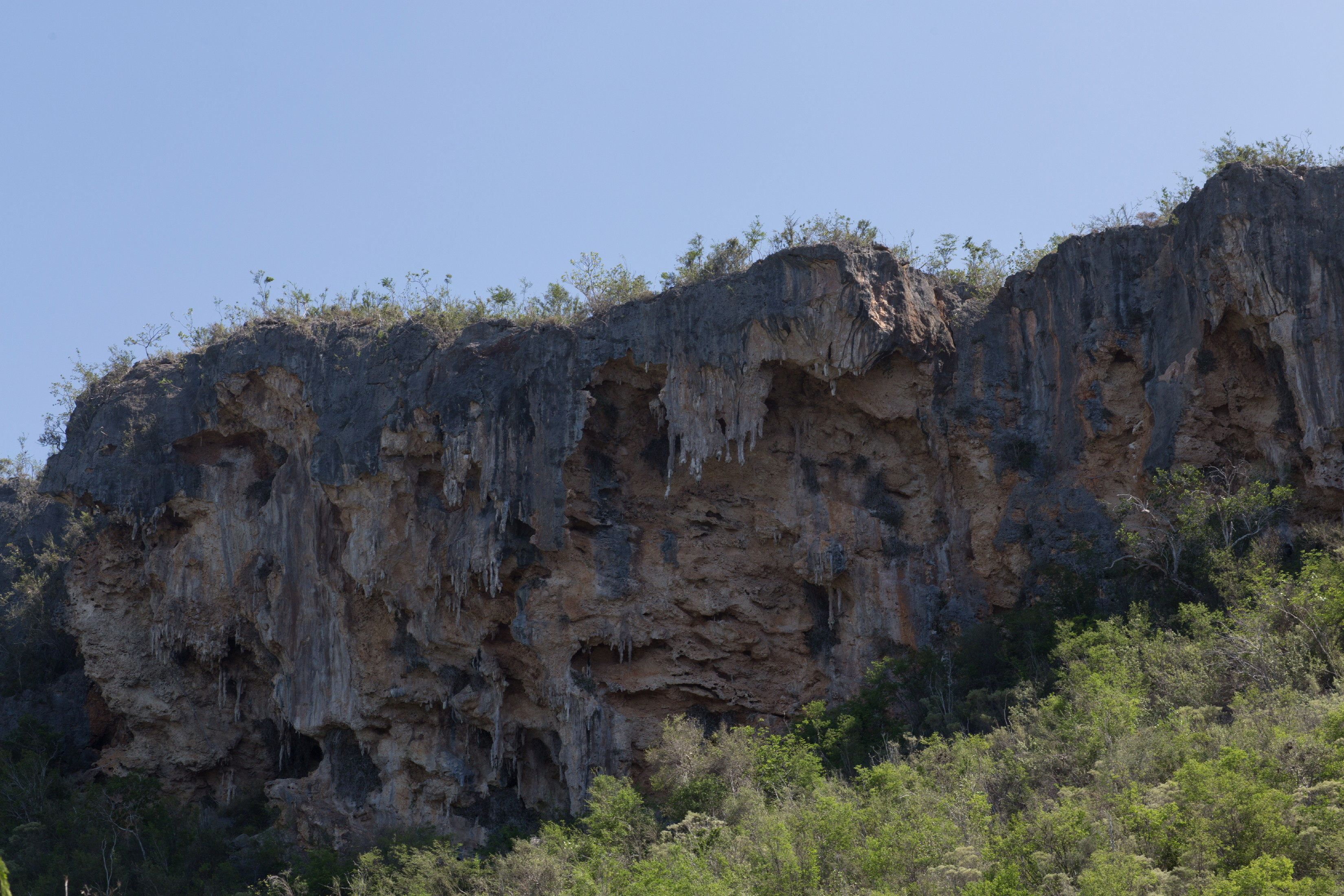
Карст в провінції Гуантанамо

### Острови
Головний острів оточений архіпелагами дрібних островів, серед яких найбільші — Сабана і Камагуей (близько 400 островів) на півночі, Хардінес-дель-Рей на південному сході і Лос-Канарреос (350 островів) на південному заході (у тому числі острів Хувентуд, колишній Пінос).

## Клімат
Територія Куби лежить у тропічному кліматичному поясі, трохи південніше тропіка Рака. Увесь рік панують тропічні повітряні маси. Сезонний хід температури повітря чітко відстежується. Переважають східні пасатні вітри, достатнє зволоження (на підвітряних схилах відчувається значний дефіцит вологи). У теплий сезон з морів та океанів часто надходять тропічні циклони.

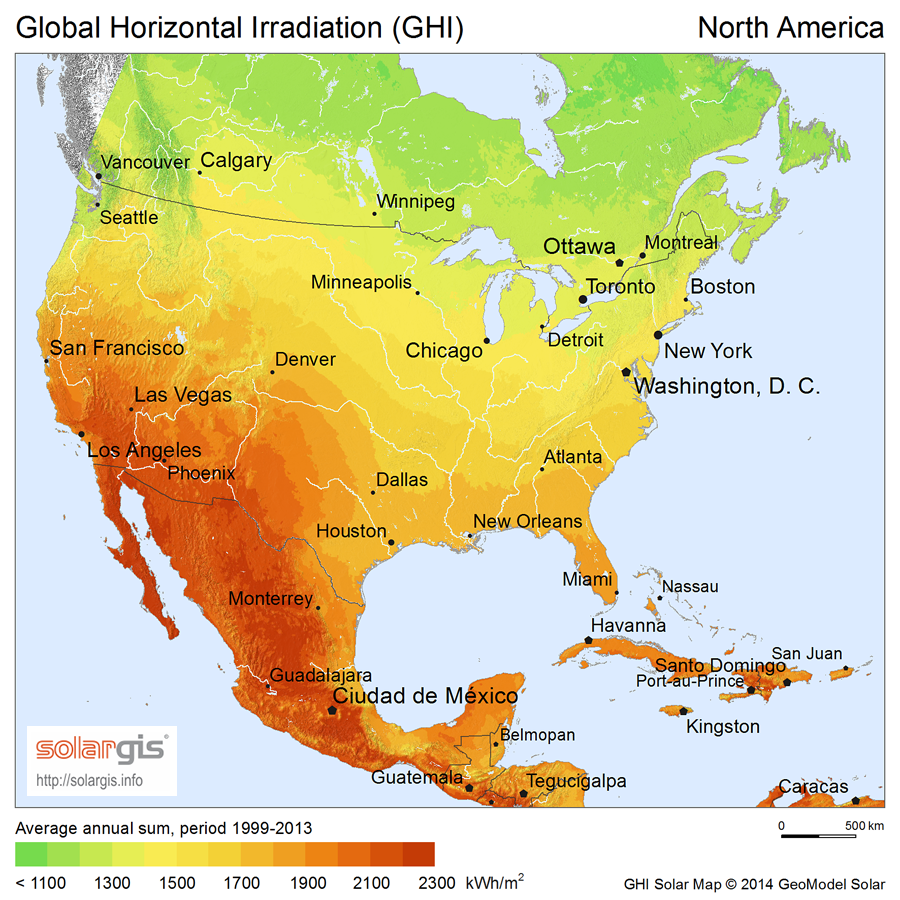
Сонячна радіація (англ.)
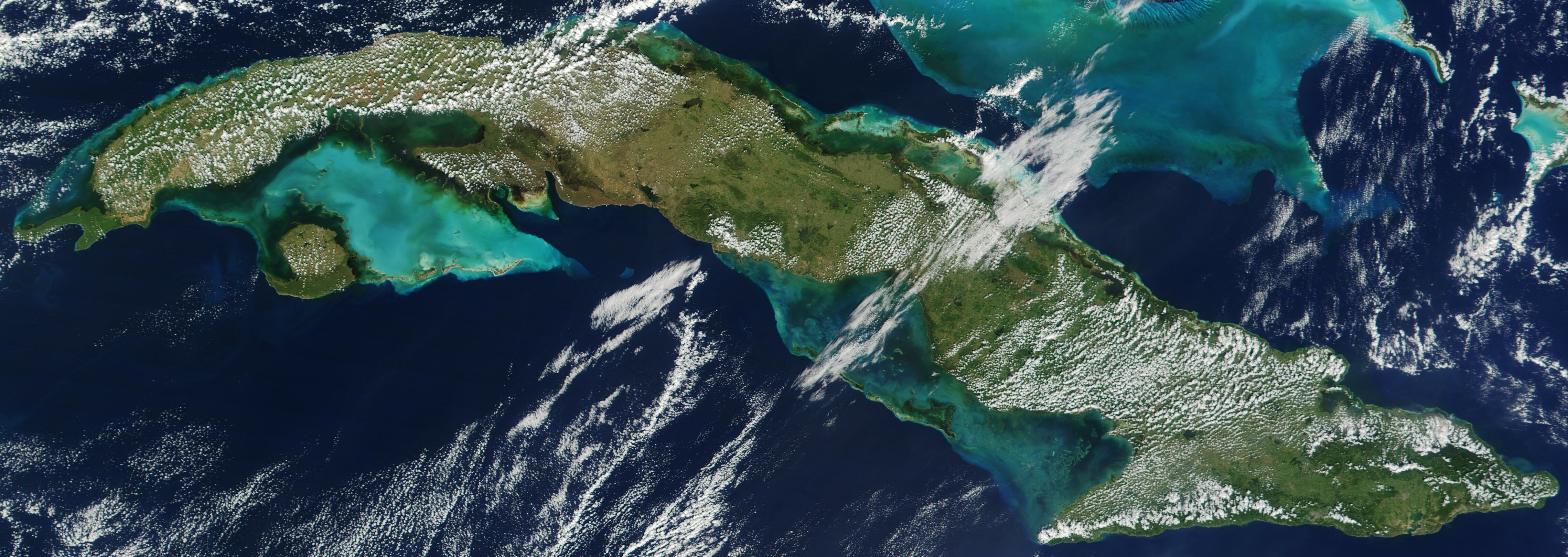
Хмарність над Кубою в листопаді
Кліматична карта Куби (за Кеппеном)
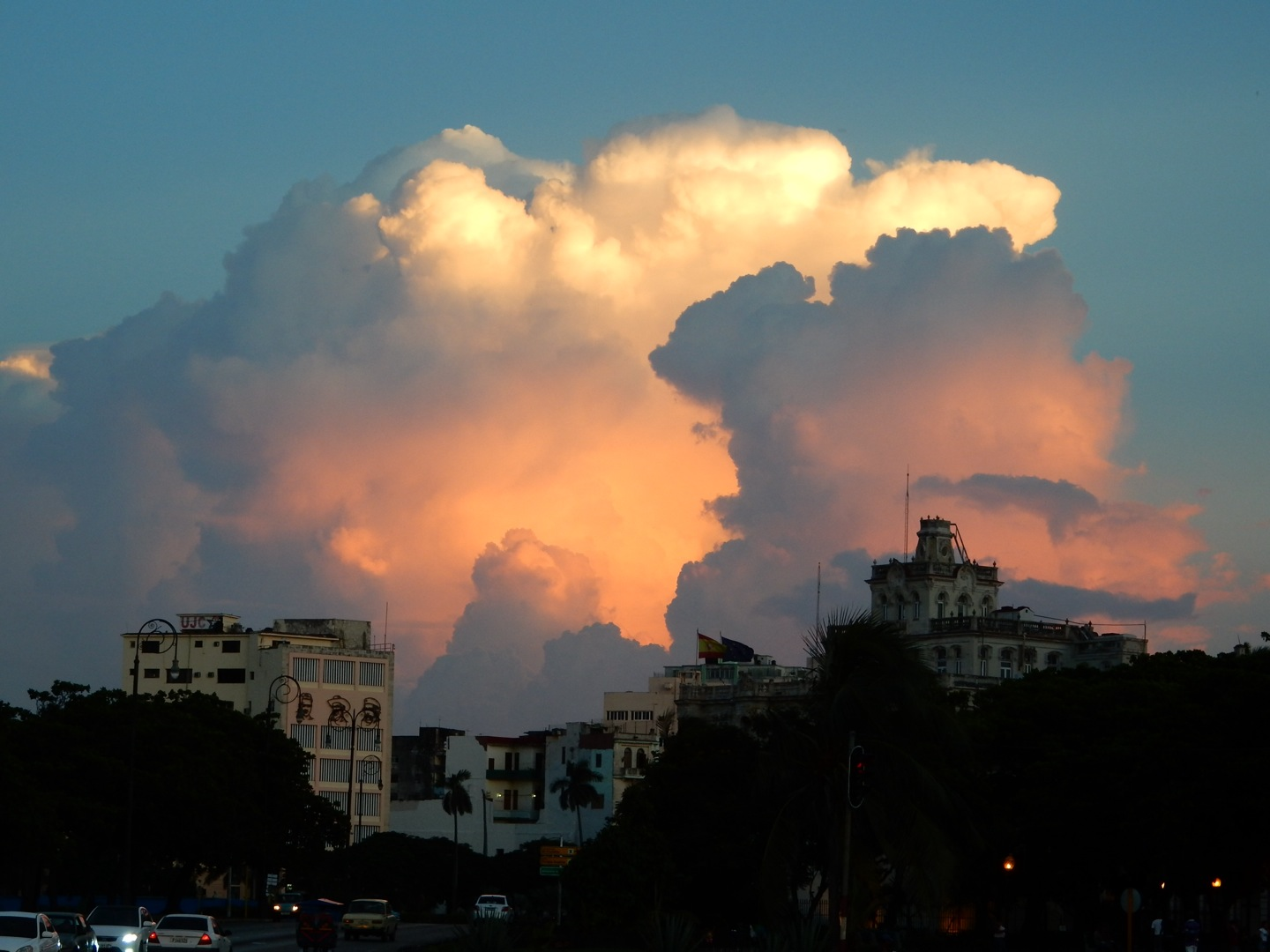
Штормові хмари над Гаваною

Куба є членом Всесвітньої метеорологічної організації (WMO), в країні ведуться систематичні спостереження за погодою.

## Внутрішні води

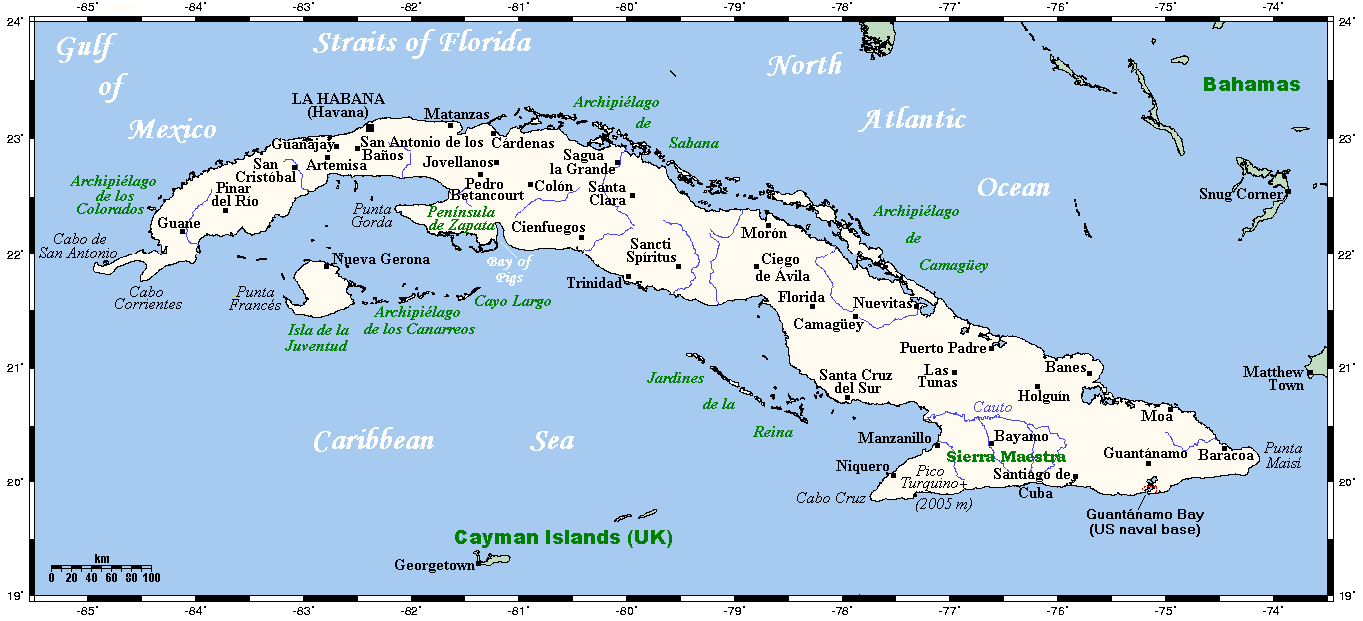
Гідрографічна мережа Куби
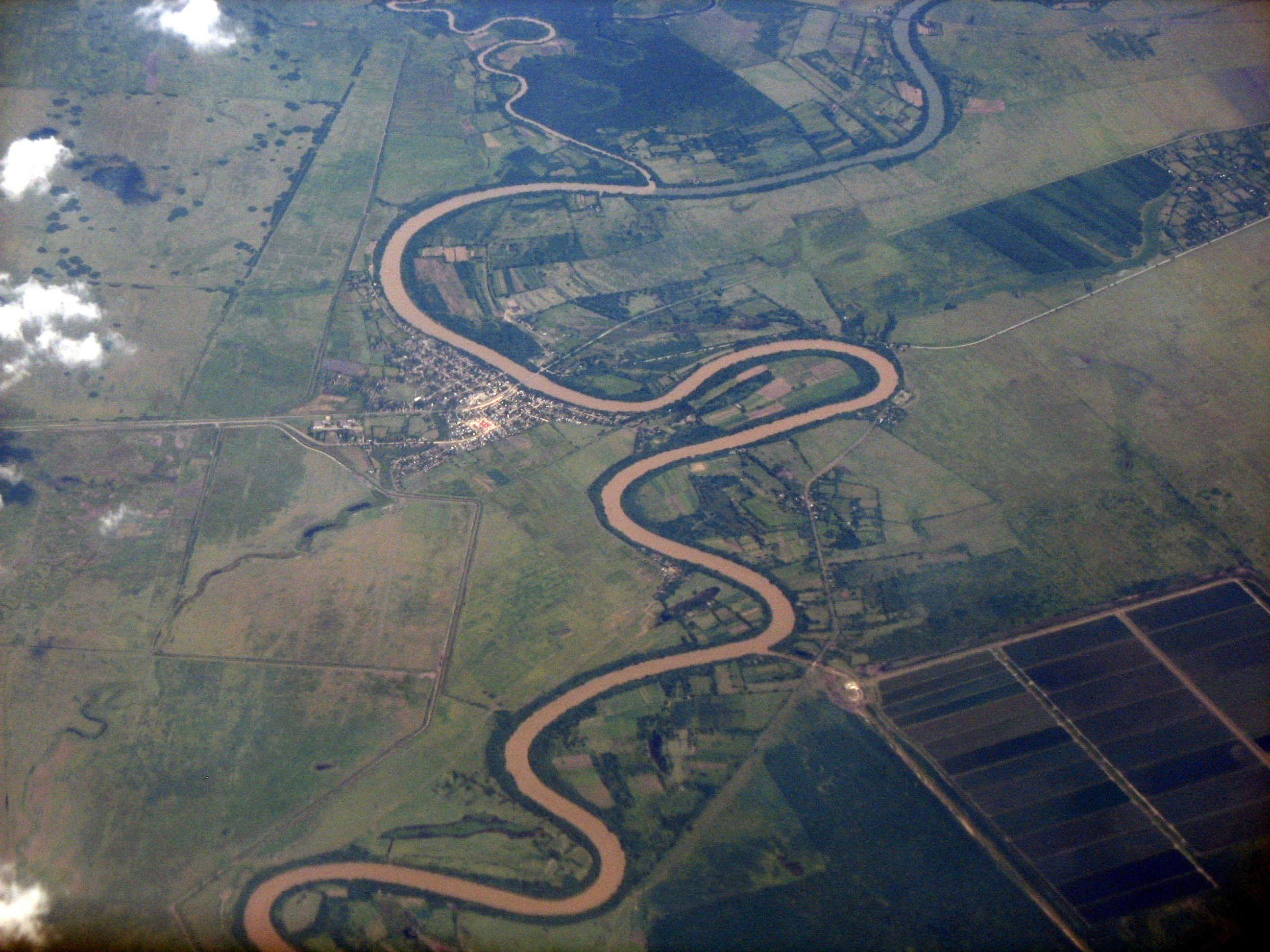
Меандри річки Кауто
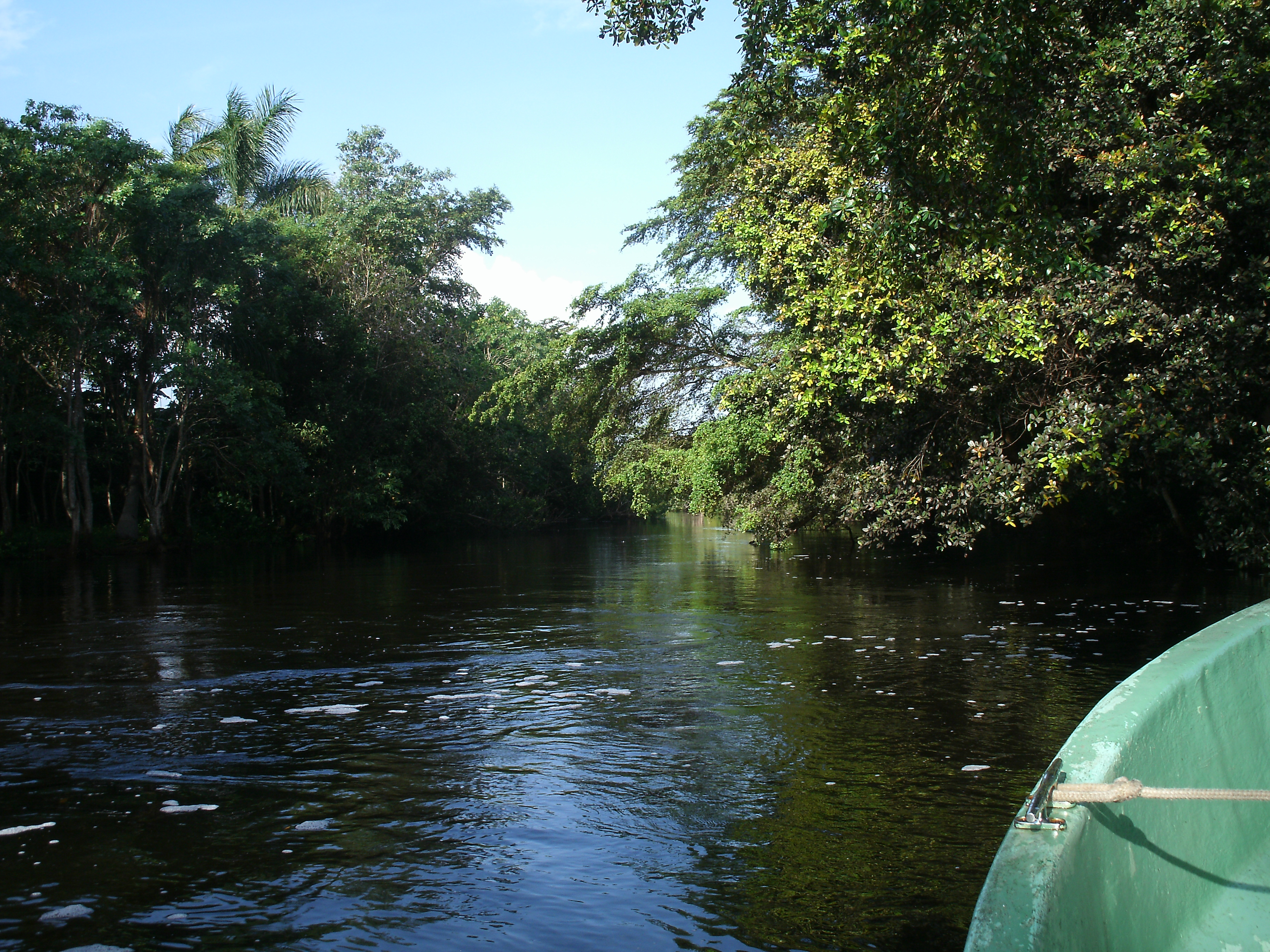
Річка Хатігуаніко
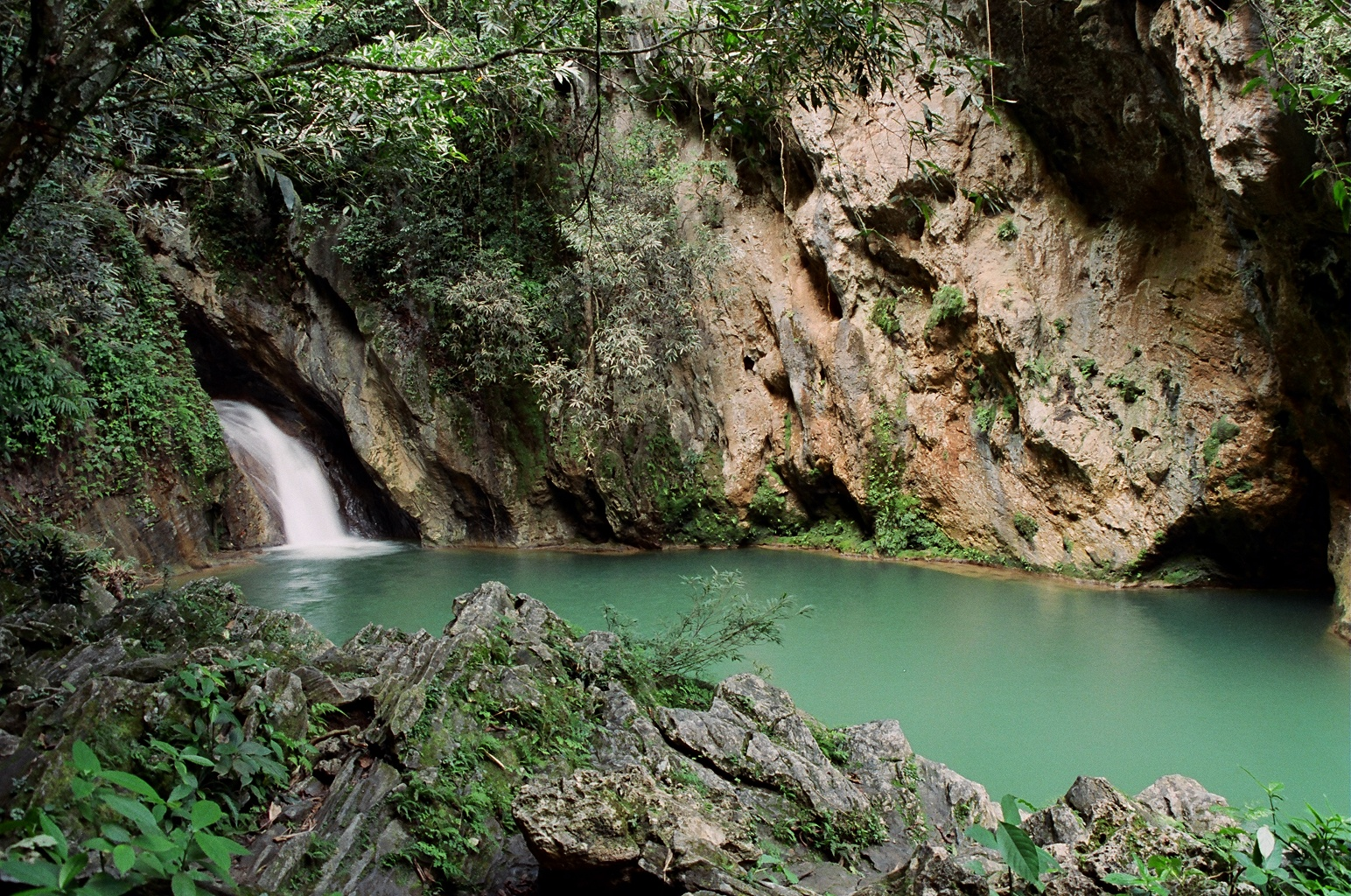
Природні стави на річці Кабурні
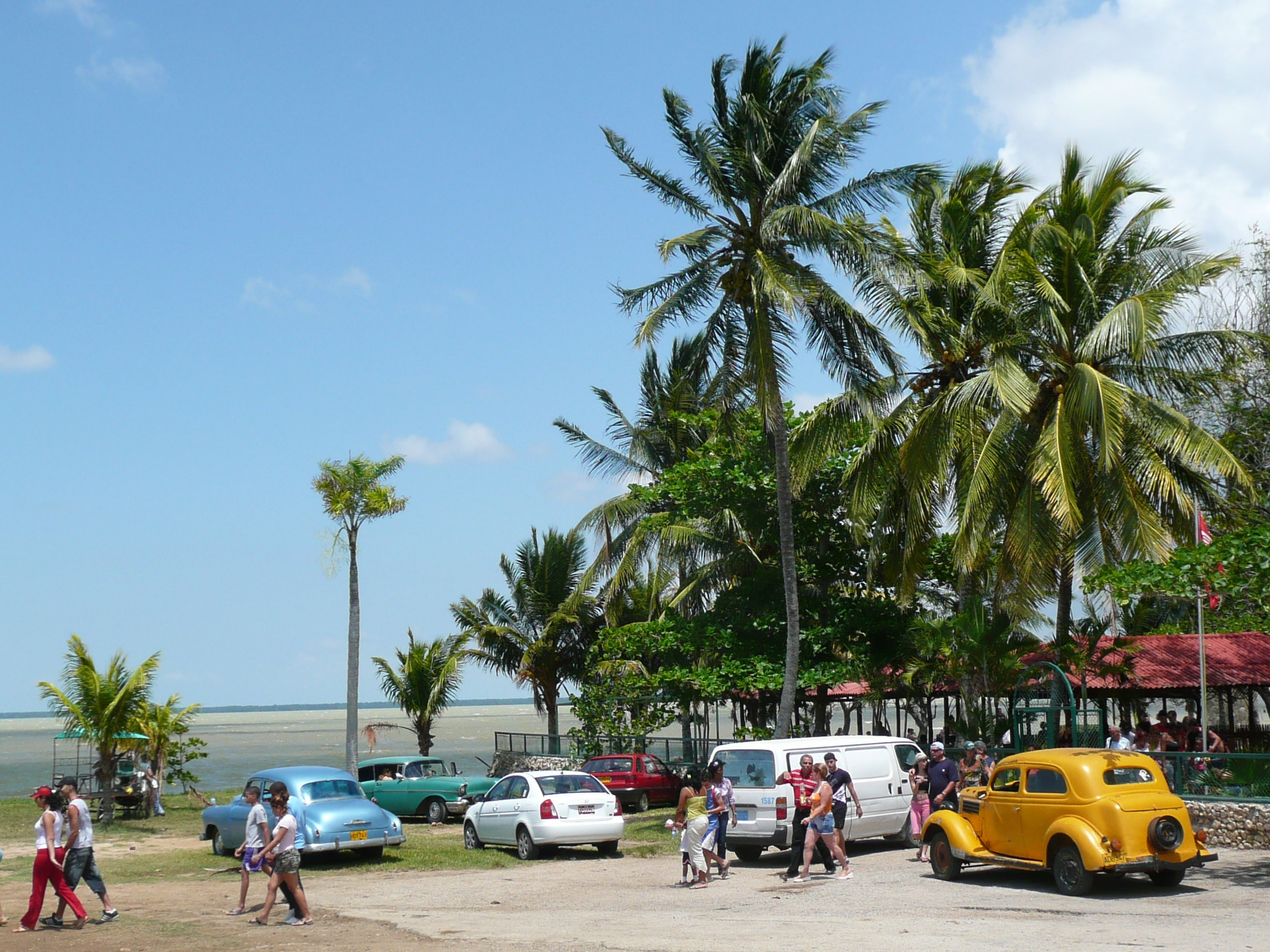
Лагуна-де-Лече

### Річки
Річки країни належать басейну Атлантичного океану. Річки Куби не мають великого господарського значення. Найдовша річка — Кауто в гірській області південного сходу країни, довжиною близько 240 км, судноплавна для невеликих суден в нижній течії на відстані 120 км.

## Тваринний світ
Зоогеографічно територія країни належить до Антильської підобласті Неотропічної області.

## Стихійні природні явища
На території країни спостерігаються небезпечні природні явища і стихійні лиха: східне узбережжя страждає від ураганів з квітня по листопад (загалом один руйнівний ураган на рік); часті посухи.

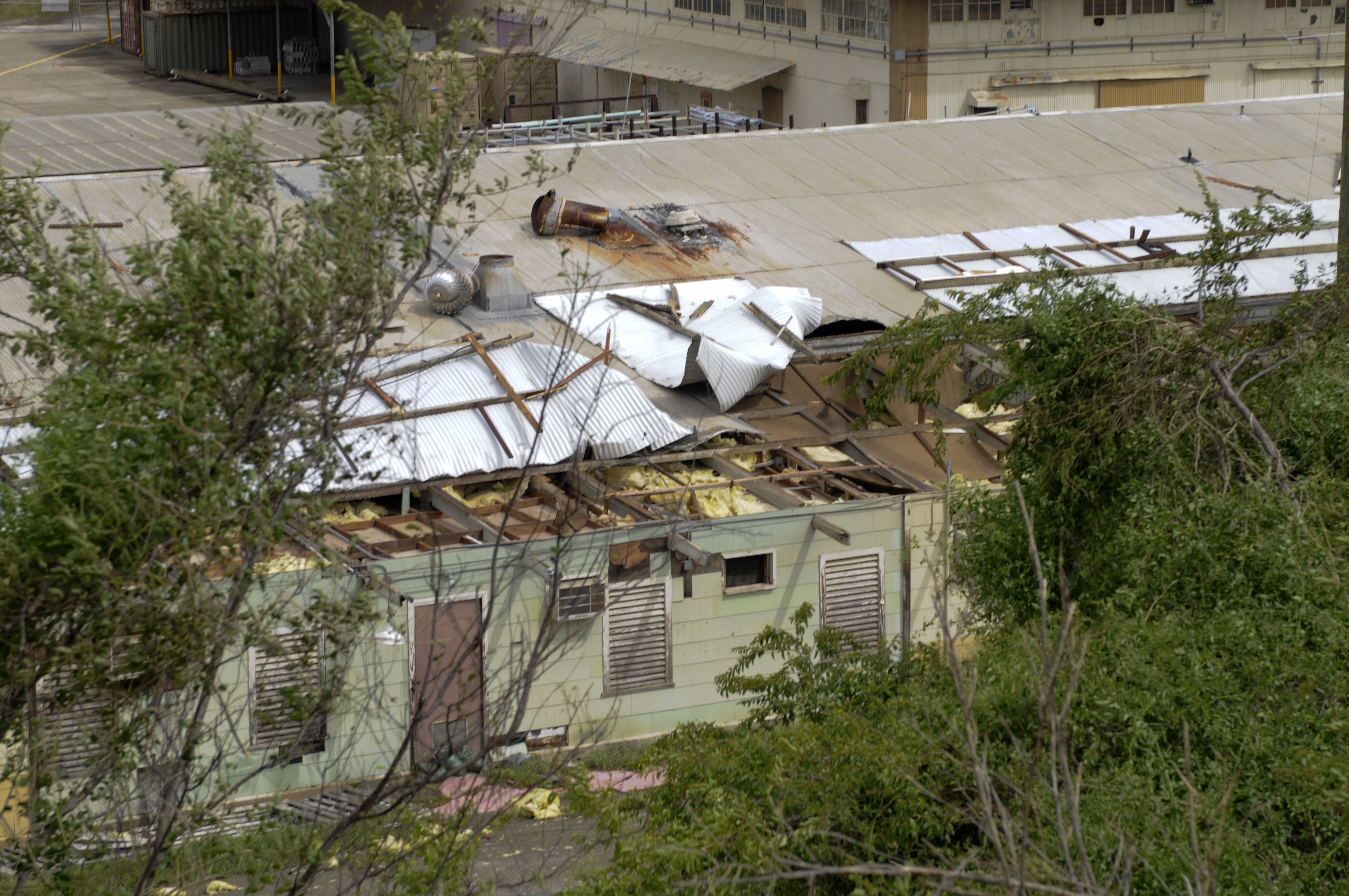
Після урагану Сенді

## Природні ресурси

### Мінеральні ресурси
Надра Куби багаті на ряд корисних копалин: кобальт, нікель, залізну руду, хром, мідь, кам'яну сіль, кремнезем, нафту.

### Водні ресурси
Загальні запаси відновлюваних водних ресурсів (ґрунтові і поверхневі прісні води) становлять 38,12 км³. Станом на 2012 рік в країні налічувалось 8,7 тис. км² зрошуваних земель.

### Земельні ресурси
Земельні ресурси Куби (оцінка 2011 року):
- придатні для сільськогосподарського обробітку землі — 60,3 %,
  - орні землі — 33,8 %,
  - багаторічні насадження — 3,6 %,
  - землі, що постійно використовуються під пасовища — 22,9 %;
- землі, зайняті лісами і чагарниками — 27,3 %;
- інше — 12,4 %[1].

## Охорона природи
Серед екологічних проблем варто відзначити:
- забруднення повітря і вод;
- збіднення біорізноманіття;
- знеліснення.

Національні парки Куби
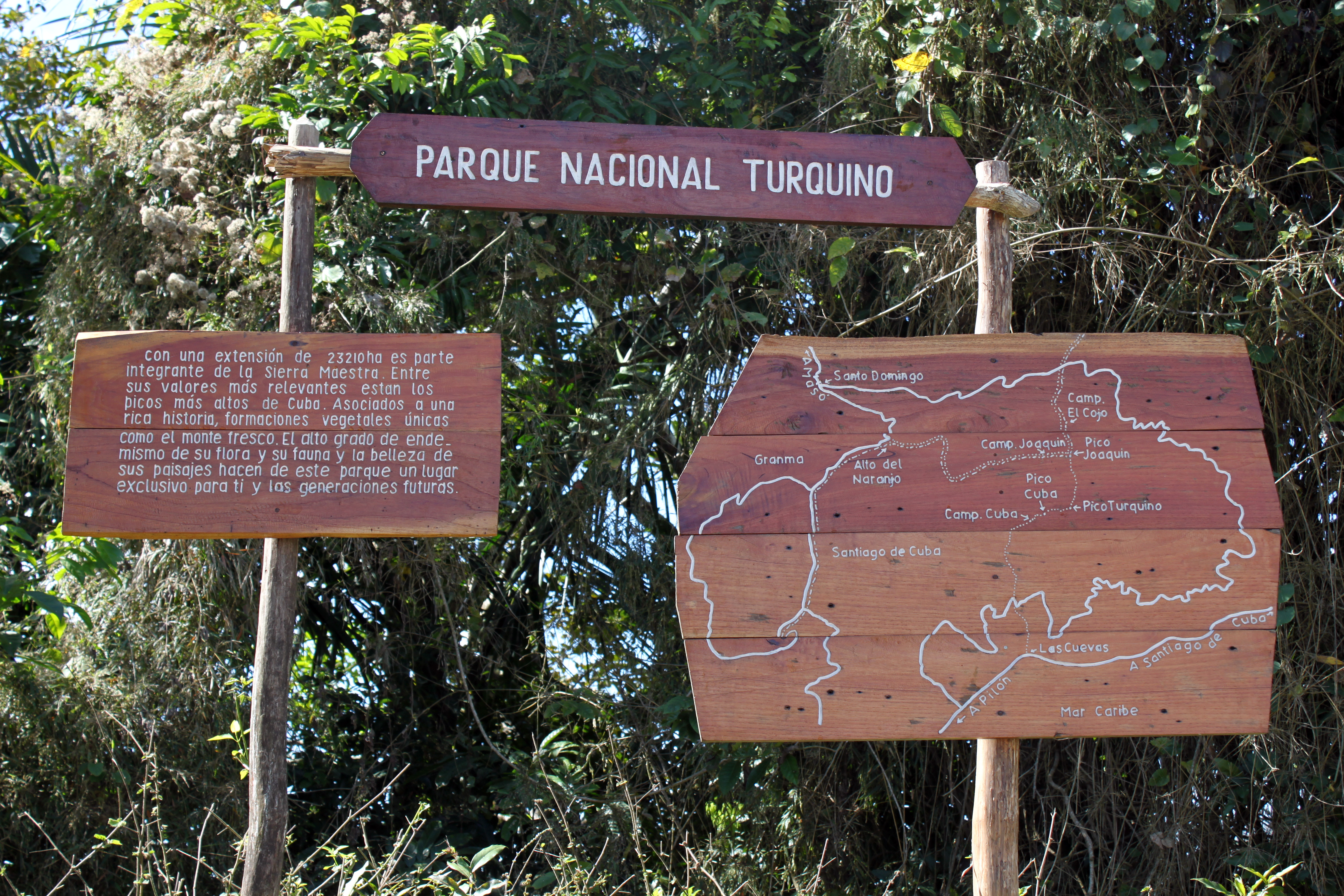
Туркіно
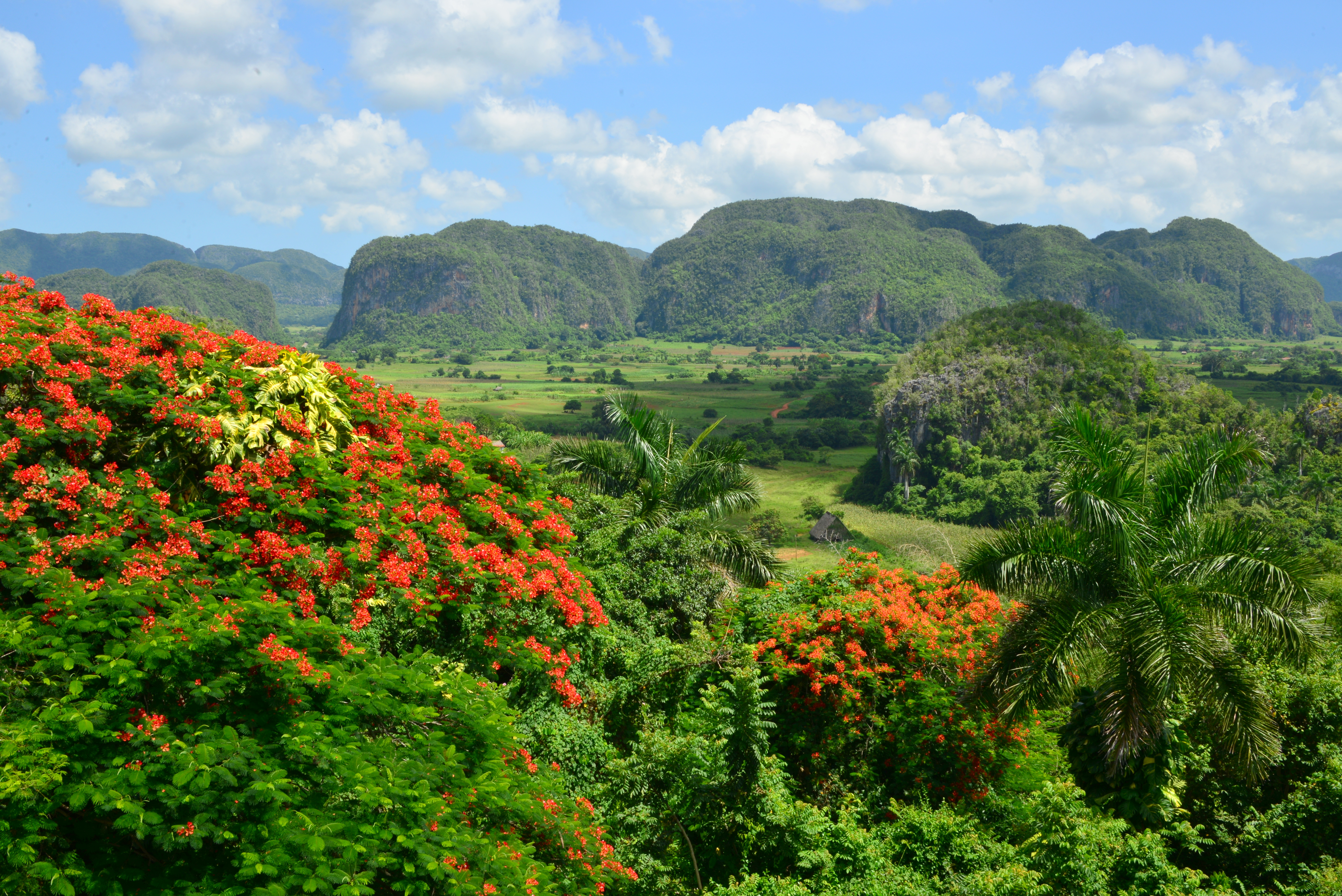
Віньялес
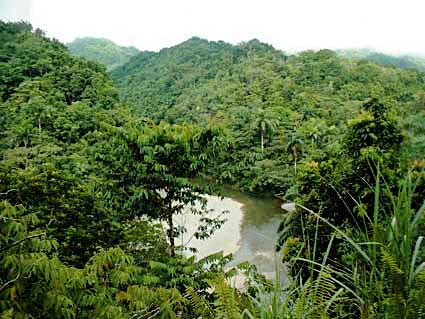
Алехандро-де-Умбольдт
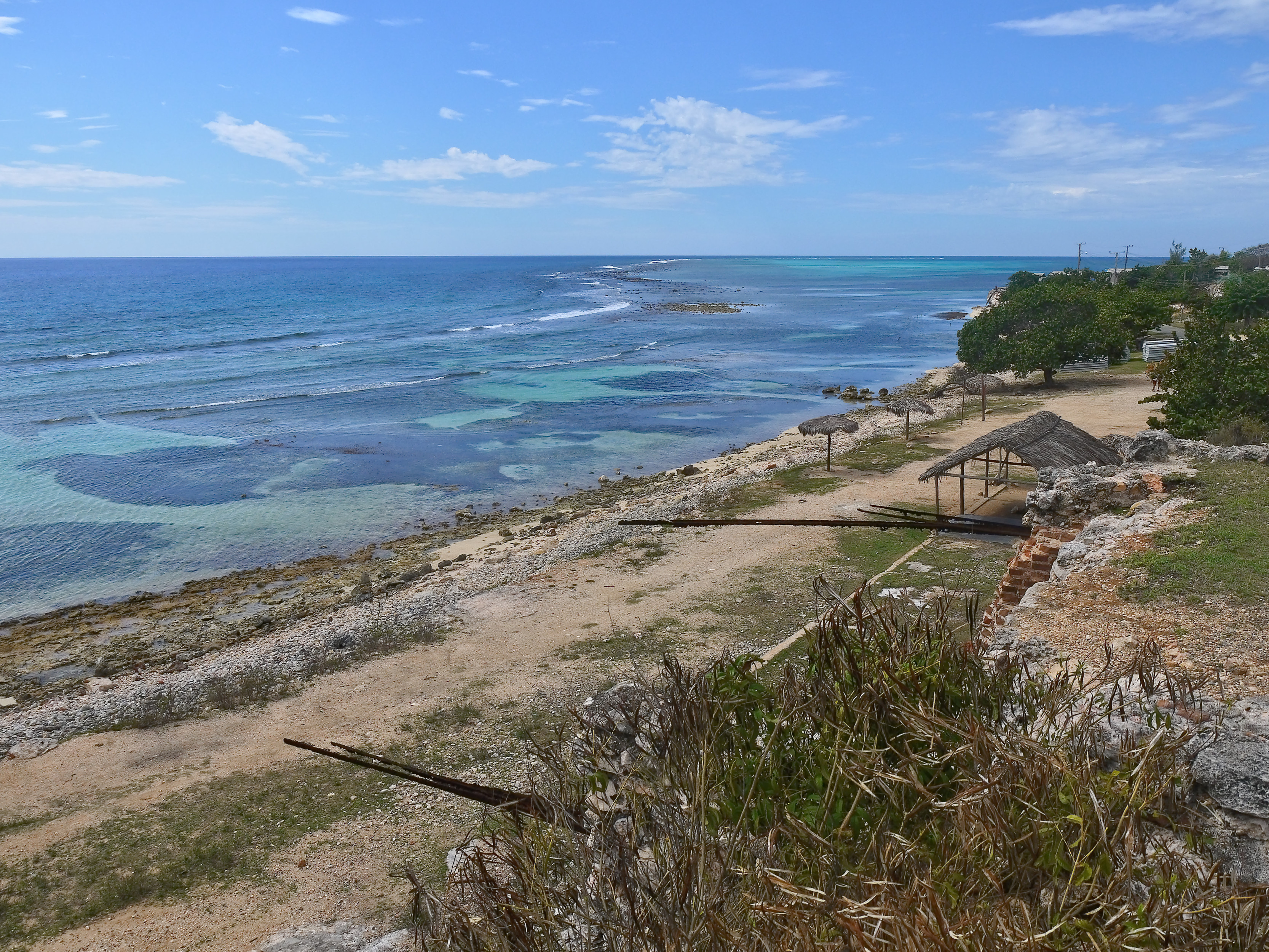
Десембарко-дель-Ґранма
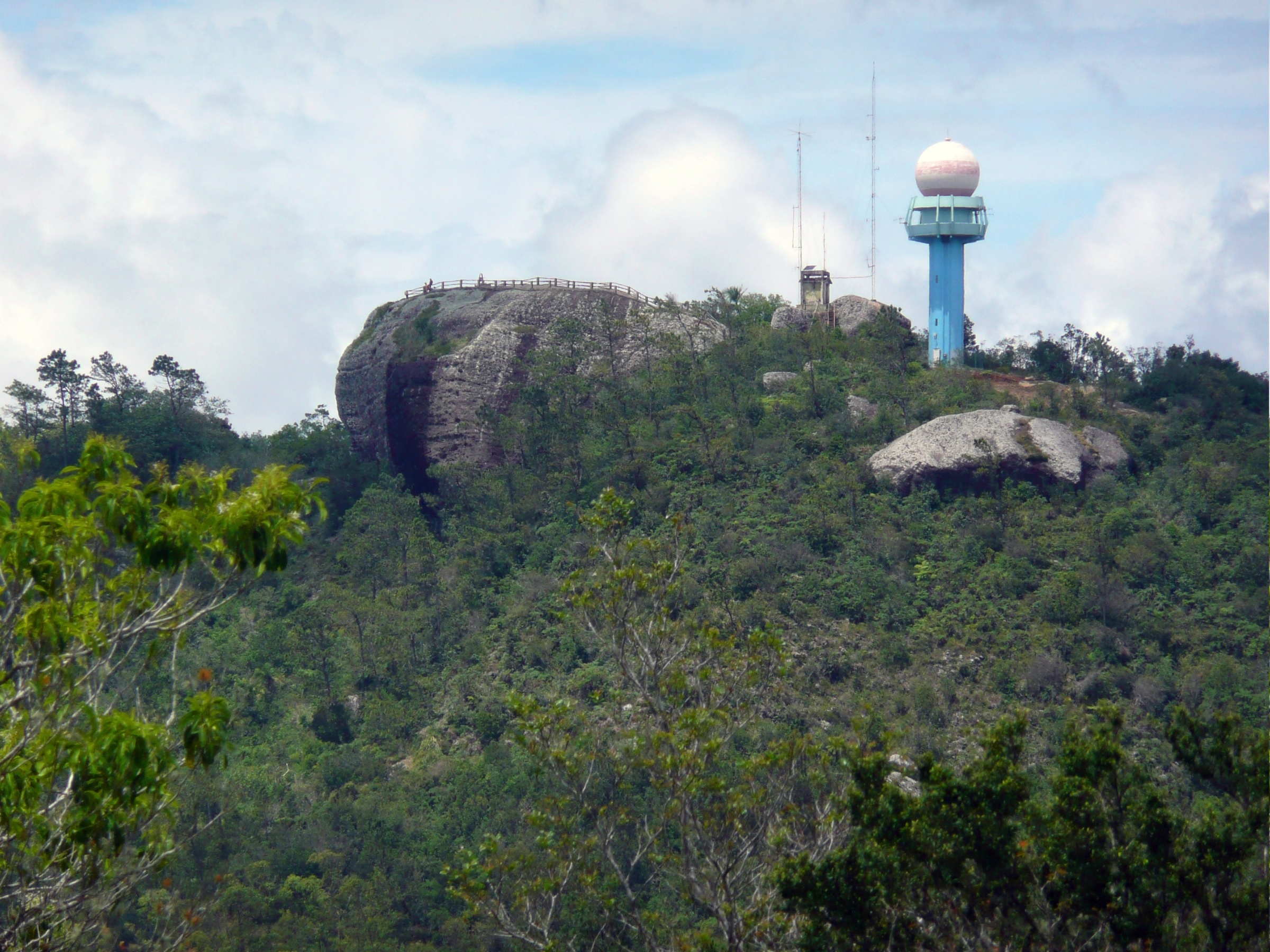
Вид на Велику скелю/Гран-П'єдра у Баконао

Куба є учасником ряду міжнародних угод з охорони навколишнього середовища:
- Договору про Антарктику,
- Конвенції про біологічне різноманіття (CBD),
- Рамкової конвенції ООН про зміну клімату (UNFCCC),
- Кіотського протоколу до Рамкової конвенції,
- Конвенції ООН про боротьбу з опустелюванням (UNCCD),
- Конвенції про міжнародну торгівлю видами дикої фауни і флори, що перебувають під загрозою зникнення (CITES),
- Конвенції про заборону військового впливу на природне середовище (ENMOD),
- Базельської конвенції протидії транскордонному переміщенню небезпечних відходів,
- Конвенції з міжнародного морського права,
- Лондонської конвенції про запобігання забрудненню моря скиданням відходів,
- Монреальського протоколу з охорони озонового шару,
- Міжнародної конвенції запобігання забрудненню з суден (MARPOL),
- Рамсарської конвенції із захисту водно-болотних угідь[11].

Урядом країни підписані, але не ратифіковані міжнародні угоди щодо: Конвенціїз охорони морських живих ресурсів.

## Фізико-географічне районування
У фізико-географічному відношенні територію Куби можна розділити на _ райони, що відрізняються один від одного рельєфом, кліматом, рослинним покривом: .

### Українською
- Атлас світу / голов. ред. І. С. Руденко ; зав. ред. В. В. Радченко ; відп. ред. О. В. Вакуленко. — К. : ДНВП «Картографія», 2005. — 336 с. — ISBN 9666315467.
- Атлас. 7 клас. Географія материків і океанів / Укладачі О. Я. Скуратович, Н. І. Чанцева. — К. : ДНВП «Картографія», 2014.
- Бєлозоров С. Т. Географія материків. — К. : Вища школа, 1971. — 371 с.
- Барановська О. В. Фізична географія материків і океанів : навч. посіб. для студентів ВНЗ : [у 2 ч.]. — Н. : Ніжинський державний університет ім. Миколи Гоголя, 2013. — 306 с. — ISBN 978-617-527-106-3.
- Куба // Гірничий енциклопедичний словник : [у 3-х тт.] / за ред. В. С. Білецького. — Д. : Східний видавничий дім, 2004. — Т. 3. — 752 с. — ISBN 966-7804-78-X.
- Дубович І. А. Країнознавчий словник-довідник. — 5-те вид., перероб. і доп. — К. : Знання, 2008. — 839 с. — ISBN 978-966-346-330-8.
- Економічна і соціальна географія країн світу. Навчальний посібник / За ред. Кузика С. П. — Л. : Світ, 2002. — 672 с. — ISBN 966-603-178-7.
- Панасенко Б. Д. Фізична географія материків : навч. посіб. : в 2 ч. — В. : ЕкоБізнесЦентр, 1999. — 200 с.
- Юрківський В. М. Регіональна економічна і соціальна географія. Зарубіжні країни: Підручник. — 2-ге. — К. : Либідь, 2001. — 416 с. — ISBN 966-06-0092-5.

### Англійською
- (англ.) Graham Bateman. The Encyclopedia of World Geography. — Andromeda, 2002. — 288 с. — ISBN 1871869587.
- (англ.) Donovan, Steven K.; Jackson, Trevor A. (1994). Caribbean Geology: An Introduction. University of West Indies. с. 289. ISBN 9764100333.

### Російською
- (рос.) Куба // Латинская Америка. Энциклопедический справочник [в 2-х тт.] / Главный редактор В. В. Вольский. — М. : Советская энциклопедия, 1982. — Т. 2. К-Я. — 656 с.
- (рос.) Авакян А. Б., Салтанкин В. П., Шарапов В. А. Водохранилища. — М. : Мысль, 1987. — 326 с. — (Природа мира)
- (рос.) Алисов Б. П., Берлин И. А., Михель В. М. Курс климатологии [в 3-х тт.] / под. ред. Е. С. Рубинштейн. — Л. : Гидрометеоиздат, 1954. — Т. 3. Климаты земного шара. — 320 с.
- (рос.) Апродов В. А. Вулканы. — М. : Мысль, 1982. — 368 с. — (Природа мира)
- (рос.) Апродов В. А. Зоны землетрясений. — М. : Мысль, 2010. — 462 с. — (Природа мира) — ISBN 978-5-244-01122-7.
- (рос.) Букштынов А. Д., Грошев Б. И., Крылов Г. В. Леса. — М. : Мысль, 1981. — 316 с. — (Природа мира)
- (рос.) Власова Т. В. Физическая география материков. С прилегающими частями океанов. Евразия, Северная Америка. — 4-е, перераб. — М. : Просвещение, 1986. — 417 с.
- (рос.) Гвоздецкий Н. А. Карст. — М. : Мысль, 1981. — 214 с. — (Природа мира)
- (рос.) Гвоздецкий Н. А., Голубчиков Ю. Н. Горы. — М. : Мысль, 1987. — 400 с. — (Природа мира)
- (рос.) Географический энциклопедический словарь: географические названия / под. ред. А. Ф. Трёшникова. — 2-е изд., доп. — М. : Советская энциклопедия, 1989. — 585 с. — ISBN 5-85270-057-6.
- (рос.) Дорст Ж. Центральная и Южная Америка. — М. : Прогресс, 1977. — 318 с. — (Континенты, на которых мы живем)
- (рос.) Исаченко А. Г., Шляпников А. А. Ландшафты. — М. : Мысль, 1989. — 504 с. — (Природа мира) — ISBN 5-244-00177-9.
- (рос.) Каплин П. А., Леонтьев О. К., Лукьянова С. А., Никифоров Л. Г. Берега. — М. : Мысль, 1991. — 480 с. — (Природа мира) — ISBN 5-244-00449-2.
- (рос.) Словарь современных географических названий / под общей редакцией акад. В. М. Котлякова. — Екатеринбург : У-Фактория, 2006.
- (рос.) Литвин В. М., Лымарев В. И. Острова. — М. : Мысль, 2010. — 288 с. — (Природа мира) — ISBN 978-5-244-01129-6.
- (рос.) Лобова Е. В., Хабаров А. В. Почвы. — М. : Мысль, 1983. — 304 с. — (Природа мира)
- (рос.) Максаковский В. П. Географическая картина мира. Книга I: Общая характеристика мира. — М. : Дрофа, 2008. — 495 с. — ISBN 978-5-358-05275-8.
- (рос.) Максаковский В. П. Географическая картина мира. Книга II: Региональная характеристика мира. — М. : Дрофа, 2009. — 480 с. — ISBN 978-5-358-06280-1.
- (рос.) Куба // Поспелов Е. М. Топонимический словарь. — М. : АСТ, 2005. — 229 с. — ISBN 5-17-016407-6.
- (рос.) География / под ред. проф. А. П. Горкина. — М. : Росмэн-Пресс, 2006. — 624 с. — (Современная иллюстрированная энциклопедия) — ISBN 5-353-02443-5.
- (рос.) Физико-географический атлас мира. — М. : Академия наук СССР и ГУГК СССР, 1964. — 298 с.
- (рос.) Энциклопедия стран мира / глав. ред. Н. А. Симония. — М. : НПО «Экономика» РАН, отделение общественных наук, 2004. — 1319 с. — ISBN 5-282-02318-0.